# Nippur di Lagash
Nippur di Lagash (Nippur de Lagash) è un personaggio immaginario protagonista di una omonima serie a fumetti ideata da Robin Wood e Luis "Lucho" Olivera; è una delle "historietas" (fumetti) più famose e longeve della scuola argentina.

## Storia editoriale
Il personaggio è esordito sulla testata D'Artagnan n. 151 edita dalla casa editrice argentina Editorial Columba. La serie è composta da 444 episodi, oltre a una breve serie di spin-off ed apparizioni fuori serie, pubblicati tra il 1967 e il 1998. Gli episodi sono in gran parte autoconclusivi ma compaiono anche molte sottotrame all'interno riunite in saghe ben definite. Il personaggio è stato presentato in Italia dall'Eura Editoriale sul settimanale Lanciostory.
Dal 1967 al 1979 la serie venne pubblicata sulla rivista D'artagnan; venne disegnata fino al 1972 da Luis "Lucho" Olivera, ed in seguito da Sergio Mulko (1972-1976), Jorge Zaffino (1976-1977) e Carlos Leopardi (1977-1979). Nel 1979 la serie passa sulla neonata rivista Nippur Magnum (pubblicazione che riprende il nome dell'eroe sumero), edita fino al 1996 e disegnata da Ricardo Villagràn (1979-1982), Enrique Villagràn (1982-1988) che si «firma come Gomez Sierra, pseudonimo impostogli dall'editore per differenziarlo dal fratello maggiore Ricardo», Eduardo Barreto disegna un solo episodio del personaggio nel 1984, Sergio Mulko (1988-1994) e Daniel Muller fino alla conclusione nel 1996.
In parallelo alla serie principale venne edito dal 1972 al 1974 un comic book del quale furono pubblicati 27 numeri, considerati il periodo d'oro del personaggio, per le trame avvincenti di Wood ed i disegni di Ricardo Villagràn. Fase vitale per la serie, insieme alle fasi dell'"esilio e le origini", perché vengono introdotti personaggi importanti nella vita del personaggio. Inoltre, in un episodio viene presentato un finale alternativo a quello presentato su D'Artagnan per la saga "La ricerca di Teseo", esclusivo per i lettori che compravano solo il Comic Book, per chiudere le vicende iniziate negli episodi precedenti.
Ci sono poi storie pubblicate in occasioni speciali: la prima nel 1978 sulla rivista El Tony, per il 50º anniversario della casa editrice con una storia del personaggio disegnata da Ricardo Villagràn, la seconda sulla stessa rivista per il 60º anniversario (1988) ripetendo l'iniziativa di dieci anni prima con una storia disegnata dal fratello Enrique Villagràn, ed infine un albo speciale per i trenta anni del personaggio (1998) con l'unico episodio disegnato da Walther Taborda
Sono stati pubblicati vari spin-off relativi al personaggio. Il primo fu Il giovane Nippur (1998), prequel ambientato a Lagash, con un Nippur adolescente. Furono pubblicati solo due episodi, il primo su Nippur Magnum ed il secondo su D'Artagnan, ad opera di Robin Wood e l'artista Gabriel Rearte. Nel 1988, seguì il rilancio della vecchia seria con Nippur di Lagash 2, con il quale l'editore, cercando di rinverdire i fasti del passato, edita una nuova serie, durata solo tre episodi, ed apparsa su Nippur Magnum, con testi di Robin Wood e Sergio Ibañez alle matite con una versione ringiovanita del personaggio. Infine, quarant'anni dopo l'esordio del personaggio, ma questa volta solo in Italia, sul settimanale Lanciostory, nel 2007 fu presentata la serie Hiras, figlio di Nippur, sequel con protagonista un Hiras ormai adulto che si può collocare cronologicamente circa dieci anni dopo la conclusione delle avventure di guerriero guercio. Questa nuova serie si discosta molto dai canoni di quella con protagonista Nippur, con un'ambientazione fantasy ed un ritmo più veloce e qualche sfumatura d'erotismo nelle storie, mentre la serie del padre aveva un tono più realistico. Anche l'impostazione è diversa; mentre gli episodi del personaggio principale durano dalle dieci alle sedici pagine, Hiras vive archi narrativi che si svolgono in settanta od ottanta tavole. La serie è sempre opera di Robin Wood con all'inizio disegni di Ruben Meriggi e dopo di Roberto Goiriz. Hiras continua le sue avventure sulle pagine di Lanciostory e le prime saghe sono state raccolte nella ristampa Euracomix.

### Ristampe
I primi settanta episodi della serie sono ristampati dall'Editorial Columba in tre grossi volumi della collana Colecciòn Clàsicos: Nippur di Lagash 1 – L'Errante (1981), Nippur di Lagash 2 – L'Incorruttibile (1981) e Nippur di Lagash 3 – Il Ritorno (1990). Vengono definiti “los tomos negro, anaranjado y rojo”, ossia “i volumi nero, arancione e rosso”. Sulla copertina dei primi due volumi appare il simbolo di Nippur, una N formata da tre spade con un teschio nell'impugnatura. Successivamente, l'editore realizzò altre ristampe basate su questi tre libri. Nel 2000, l'Editorial Columba fallì, travolta dalla crisi che mise in ginocchio l'Argentina, e chiuse i battenti dopo 72 anni ininterrotti di historietas.
Dal 2003, l'Editorial Doeyo ristampò le storie di Nippur, riprendendo il ciclo interrotto nel terzo tomo. Sono stati pubblicati tre albi: “Addio a Tebe”, “La ricerca di Teseo” e “Teseo ed Ippolita”, gli ultimi due nel 2004. Nelle copertine è stata riproposta nuovamente la N con le spade, realizzate rispettivamente da Ricardo Villagràn e Sergio Mulko, gli artisti di cui furono riproposti i lavori all'interno. Il quotidiano El Clarìn, sempre nel 2004, dedicò a Nippur il nono volume della sua collana “Biblioteca Clarìn de la Historieta”.

### Edizione italiana
Nippur debutta in Italia su Lanciostory n.28 (anno IX) del 1983, pubblicato dall'Eura Editoriale. Resterà nelle edicole fino al 1996 e, successivamente, sarà ristampato in tre inserti omaggio (il primo su Skorpio e gli altri due su Lanciostory) e nella collana Euracomix. Ci sono molte differenze tra le due edizioni, quella originale e quella italiana. L'Eura Editoriale ha proposto all'incirca 260 episodi, poco più della metà di quelli apparsi in Argentina. L'edizione italiana consiste in:
- il Comic Book;
- i quattro episodi della saga L'occhio di Nippur;
- tutta la produzione apparsa su Nippur Magnum, fino alla conclusione della prima serie.

Ci sono enormi lacune nell'edizione italiana che ignora le origini del personaggio, l'amicizia con Ur-el, l'amore e la morte di Nofretamon, la prima guerra in Egitto e lo sterminio degli Uomini di Fuoco. Inediti anche gli spin-off Il giovane Nippur e Nippur di Lagash 2. Inoltre, in ogni puntata, vengono omesse le lunghe didascalie descrittive con cui Robin Wood farcisce le sue storie. Nella ristampa apparsa su Euracomix, tutte le sceneggiature vengono assegnate a Wood, ignorando la collaborazione degli altri autori. Nel reparto matite si riscontra che la saga dell'occhio, di Leopardi, è accreditata a Zaffino e tutti gli episodi di Ricardo Villagràn sono attribuiti a suo fratello Enrique. La versione italiana mantiene le scene di nudo al contrario della rigida politica di censura dell'Editorial Columba. Nella prime pagine, l'Eura Editoriale presenta solo la scritta Nippur e i nomi degli autori nella prima pagina di ogni puntata; mentre in quelle originali argentine, oltre ai nomi dello sceneggiatore e del disegnatore, compaiono la dicitura Nippur di Lagash per esteso, il titolo e la numerazione dell'episodio.

## Genesi del personaggio
Il giovane Robin Wood, emigrato in Argentina dal Paraguay, conosce Luis Lucho Olivera alla Scuola Panamericana di Arte e diventano amici scoprendo di essere entrambi appassionati degli antichi Sumeri. Olivera chiese all'amico di scrivere la sceneggiatura di un fumetto e così nacque “Storia per Lagash”, la prima avventura di Nippur. Dimenticata l'esperienza, per lui un mero passatempo, Robin Wood torna al suo lavoro di operaio ma al pubblico piacque molto la storia e la rubrica della posta dell'Editorial Columba fu sommersa da lettere di lettori che volevano conoscere il destino del personaggio. La casa editrice contattò Olivera per avere notizie dello scrittore, ma l'artista non sapeva dove viveva il suo amico o come trovarlo perché, nel frattempo, si era ritirato dalla scuola di disegno che frequentava e Robin Wood si era sempre rifiutato di far vedere la squallida pensione dove abitava al suo compagno. Wood si recò come tutti i giorni al lavoro ma il capo sezione lo rispedì a casa per essere arrivato in ritardo. Senza soldi, iniziò il lungo tragitto di ritorno a piedi e, per caso, si fermò a un'edicola e sfogliò una copia di D'Artagnan n. 151 dove vide pubblicata la sua storia. Senza perdere tempo si avviò alla sede della casa editrice. Si presentò vestito come un poveraccio e affermò di essere Robin Wood. All'inizio non gli credettero ma una volta chiarita la sua identità iniziò la carriera di fumettista. Tutti questi eventi furono narrati dallo scrittore, sotto forma di parodia, nell'episodio n. 100 della serie “Lei e io”, dal titolo “Fumetto dedicato al fumetto”.

## Biografia del personaggio
(Nippur spiega l'origine del suo nomignolo)

### Periodo sulla rivistaD'artagnan(1967-1979)
- L'esilio e le origini

Nippur è un giovane generale dell'esercito di Lagash al servizio di re Urukagina. Il sommo sacerdote Sumur, braccio destro del re, ordisce un complotto con Lugal-Zaggisi, re della vicina città di Umma. Durante i festeggiamenti per firmare un trattato di pace tra i due regni, Sumur uccide Urukagina. Nippur (che a sua volta uccide il sacerdote traditore) deve scappare, insieme all'amico Ur-el, quando le truppe nemiche sconfiggono la armate di Lagash. Esiliati dalla loro patria, i due compagni percorrono tutto il mondo antico e, in Egitto, Nippur conosce il suo grande amore, la principessa Nofretamon; poi nell'isola di Creta i due aiutano Teseo a uccidere il Minotauro e stringono una grande amicizia con il re di Atene. Durante la visita a un famoso oracolo fanno anche la conoscenza di Sargon di Akkad e la sibilla vaticina la morte di Ur-el, gettando nello sconforto Nippur. Le strade dei due amici si dividono quando il gigante sposa Merielem, regina della città di Merem. Nippur inizia il suo solitario e infinito girovagare e d'ora in poi verrà riconosciuto come “l'errante”. Intanto Luggal-Zaggisi ha messo una taglia sulla sua testa.
Altri episodi importanti di questo periodo:
- n. 18 "La furia degli dei": di ritorno ad Atene, Nippur incontrerà un distrutto Teseo per la morte del figlio e della moglie; eventi che sfoceranno nella futura saga La ricerca di Teseo.
- n. 25 "Il carro delle stelle": il protagonista visita la città di Nippur, di cui porta il nome e antica patria dei genitori.
- n. 34 “Io ho visto Gilgamesh cercare la sua morte” : cross-over con Gilgamesh l'immortale, guest-star invitata nella storia.
- L'invasione degli ittiti

Dieci anni dopo, Nippur torna in Egitto dove ritrova Nofretamon. Sono tempi turbolenti per il paese del papiro, in guerra con gli ittiti, la più grande nazione guerriera dell'epoca. Il sumerico, anche se in inferiorità di uomini e di mezzi, ottiene la vittoria contro l'armata ittita. Un fattore decisivo nella battaglia è l'alleanza con gli Uomini di Fuoco, i leggendari monaci-guerrieri che arrivano in tempo per salvare l'esercito egiziano dalla disfatta. Ma è un trionfo amaro per Nippur; la peste scoppia in città per le migliaia di cadaveri e Nofretamon si ammala e muore tra le sue braccia. Durante la guerra, a Nippur viene affibbiato anche il soprannome di “incorruttibile”.
- Saga: La ricerca di Teseo

Dopo la perdita della sua famiglia, Teseo parte con la sua nave senza lasciare traccia di sé. Nippur deve ritrovare l'amico scomparso, anche per fermare le ambizioni al trono del nobile Menesteo. L'errante chiama a raccolta i suoi amici e Robin Wood coglie l'occasione per mettere insieme, per la prima volta, i maggiori characters del pantheon nippuriano. Ad Atene arrivano Ur-el, Hattusil, Piritoos e l'amazzone Karien. Teseo, ritrovato dopo molte avventure e la morte di Piritoos, riconquista il suo regno sconfiggendo in duello Menesteo.
- Due episodi in particolare spiccano tra gli altri unitari:

- n. 173 "Il giorno dei fuochi morti": Akhenamon, fratello di Nofretamon, prende il potere in Egitto e stermina gli Uomini di Fuoco sotto gli occhi di un impotente Nippur. Gli dei puniscono il tradimento del faraone e quella stessa notte muoiono sua moglie e suo figlio durante il parto.
- n. 179 "La colonna degli avvoltoi": gli autori si divertono a disegnare loro stessi e altri componenti dello staff nella storia insieme all'errante.
- Saga: L'occhio di Nippur

In mezzo ad una lunga lista di episodi unitari, spicca la miniserie in quattro parti dove Nippur perde l'occhio sinistro per colpa di un bandito (secondo alcune voci di corridoio, questo personaggio è, nientemeno, che Carlos Leopardi disegnando se stesso nella storia). Per questo motivo, oltre ad essere chiamato d'ora in poi il “guercio”, perde l'occhio sinistro e diventa un relitto umano. Sono episodi unici nell'intera serie, perché troviamo un Nippur diverso dal solito, quasi impazzito per il trauma subito, debole e piagnucoloso. Solo nell'ultimo episodio il personaggio ritrova se stesso ed il suo spirito fiero e battagliero.

### Periodo sulla rivistaNippur Magnum(1979-1996)
- Saga: Ramses

Un'altra volta l'Egitto è minacciato e Nippur corre in suo aiuto. Questa volta l'avversario è Raphat, un ambizioso re che vuole dominare il mondo. In quest'avventura ritornano Ur-el, Karien e Hattusil, accompagnato dal figlio Nippur. L'incorruttibile conta anche con il valioso aiuto di Rajhotep, un giovane generale egizio; mentre Aneleh, sua vecchia amica, si è alleata con l'invasore. È una saga spettacolare e ricca di eventi tra cui l'incoronazione di Rajhotep, che diventa il faraone Ramses, e le morti illustri del giovane Nippur (che segnerà per sempre Hattusil), Aneleh e Akhenamon. Nel finale, un'amazzone uccide Raphat durante il duello con Nippur e racconta al guercio che Karien è incinta.
- Nippur & Hattusil

Vari episodi di interludio tra una saga e la prossima, con protagonisti l'errante e il gobbo ittita.
- La nascita di Hiras

Nasce Hiras, figlio di Karien e Nippur. I neogenitori devono difendere la vita della creatura dall'ala più estremista delle amazzoni, che vuole sacrificarlo per essere nato maschio. Lo stesso Nippur soffrirà parecchi attentati alla sua persona prima di poter arrivare dalla sua donna.
Karien, a malincuore, deve abbandonare il figlio e torna nel suo regno. Nippur e Hattusil intraprendono il viaggio di ritorno verso le terre dell'ittita, dove il guercio si stabilirà per un periodo nella regione dell'amico per far crescere il bambino.
- I fratelli tatuati

Un anziano medico salva la vita di Hiras e, per saldare il debito, Nippur parte in cerca di tre fratelli riconoscibili per il tatuaggio che portano sulla fronte. L'errante trova per prima la bella Anara, poi l'impazzito Miranos e scopre che l'altra sorella vive ad Umma ed è una delle mogli di Luggal-Zaggizzi. L'uomo di Lagash è fatto prigioniero e, per la prima volta dopo tanti anni, i due nemici s'incontrano faccia a faccia. Grazie all'aiuto di Mara, gemella di Anara, i giovani riescono a salvare Nippur. Arrivati all'isola di Keros, dopo anni di lotte riescono a liberarla dalla tirannia del Re Cieco ed Henke, il suo braccio destro.
- Ritorno a Hiras

Nippur abbandona Keros e torna da suo figlio, concedendosi molte avventure lungo il tragitto. Una volta arrivato nella sua vecchia casa, trova un Hiras quasi adolescente. Si snodano una serie di puntate dove padre e figlio devono ricostruire il loro rapporto.
- La riconquista di Lagash – Le alleanze

Sargon di Akkad decide di conquistare l'intera Mesopotamia e chiama Nippur al suo fianco per affrontare Luggal-Zaggizzi, l'altro grande monarca dell'epoca. In questa prima fase della saga, vediamo Nippur, Hattusil e Hiras percorrere tutti i regni in cerca di alleati per la loro causa. Primo tra tutti il colosso Ur-el di Merem, che nonostante gli sia stato profetizzato che morirà al suo ritorno a Lagash, non dubita nell'aiutare l'amico. In un toccante episodio, Hiras conoscerà sua madre.
- La riconquista di Lagash – Guerra in Sumeria

Gli eserciti di Akkad e Umma si scontrano senza esclusioni di colpi. Il guercio riesce a conquistare la capitale nemica, ma la sua nemesi riesce a scappare e a rifugiarsi a Lagash. Affiancato da Ur-el, dopo venti anni d'esilio, Nippur rivede le bianche muraglie della sua amata città. La vittoria è, ancora, amara per l'errante, che libera la sua patria, ma Ur-el si sacrifica per salvargli la vita. Luggal-Zaggizzi è consegnato al popolo, che vendica sul tiranno i tanti anni di oppressione.
- La ricerca di Nippur

Dopo la morte dell'amico, Nippur parte per risanare le ferite della sua anima. Intanto, a Lagash, Sargon complotta per controllare la città e Hiras parte in cerca del padre per fermarlo.
- Re di Lagash

Contro la propria volontà e per evitare che la sua città cada in mano a Sargon, Nippur accetta la corona e diventa “patesi” di Lagash. In questo periodo nasce Oona, figlia dell'incorruttibile e della Signora delle Profondità, regina delle amazzoni del mondo sotterraneo.
- La morte di Nippur

Sono tre intensi episodi dove re Nippur è dato per morto. Vengono esplorate le reazioni del popolo per la scomparsa dell'amato monarca e si punta l'obbiettivo su Hiras, che deve sopprimere il suo dolore e continuare il sogno del padre di riportare Lagash al suo antico splendore.
- La guerra contro Laramar

Nippur, Karien e Hattusil devono affrontare Laramar, regina dei clan delle steppe che vuole conquistare il regno dell'amazzone. Le cose si complicano perché la donna conta con l'appoggio di Sargon di Akkad. Nippur s'incontra per parlamentare con il suo vecchio amico e, alla fine, il re akkadico decide di rimanere neutrale in battaglia. In realtà Sargon vuole evitare uno scontro diretto con il re di Lagash ed aspettare il risultato della guerra per unirsi al vincitore. Scongiurata la minaccia akkadica, Nippur e i suoi hanno la meglio sulle orde di Laramar. In questa saga viene introdotto il personaggio di Lamir, generale e braccio destro di Nippur.
- Addio a Lagash

Sono sette episodi dove Nippur abdica al trono e nomina Lamir come suo erede. Nell'ultimo capitolo, una folla si raduna sulle strade di Lagash per salutare la partenza dell'incorruttibile. Nippur, dopo molto tempo, torna ad essere l'errante. Sono gli ultimi episodi del personaggio e spicca l'apparizione de "il Cercatore" come nemesi del guercio. Dovuto alla chiusura della serie, la sfida resta tuttora aperta.

### Altre pubblicazioni

#### Comic Book (1972-1974)
Vengono introdotti personaggi importanti nella vita del personaggio. In questa collana nascono l'amore tra Nippur e Karien, regina delle amazzoni, e l'amicizia con Hattusil, il gobbo guerriero ittita. In flashback, viene raccontata la tragica storia di amore tra Teseo e Ippolita, e in questi due episodi viene presentato anche Piritoos, re dei lapiti e amico fraterno del re greco. Altra new entry è quella di Aneleh, la bella e manipolatrice regina di Arar, ambigua amica dell'incorruttibile.

#### Hiras, figlio di Nippur (2007)
Avviene il ritorno di Nippur di Lagash, oltre al primo incontro tra Hiras e sua sorella Oona, la ricomparsa di Karien e la morte della Signora delle Profondità (diventando Oona regina del suo popolo).

## Team-up, cross-over e citazioni
Apparizioni e camei del personaggio in altre serie:
La serie Gilgamesh, in Argentina era pubblicata dall'Editorial Columba su D'Artagnan e in Italia dal settimanale Skorpio di Eura Editoriale, ristampata poi nel monografico bonellide dedicato al personaggio e nella collana Euracomix. Nippur e Gilgamesh sono protagonisti del primo cross-over dell'Editorial Columba, nel primo episodio dell'immortale. Nel settimo Gilgamesh colonizza un pianeta alieno e lo chiama Nippur di Lagash in onore dell'amico morto secoli prima (nel reboot o 2ª serie, il pianeta sarà chiamato "Nuova Sumer"). Nei capitoli diciassette e venti, Nippur appare in flashback nei ricordi del compagno. Con l'arrivo di Robin Wood e di Lucho Olivera alle matite, inizia la seconda serie di Gilgamesh, l'immortale, quella che arriva in Italia. Nel quinto episodio, i lettori italiani possono vedere per la prima volta i due amici insieme nella stessa avventura. I due personaggi s'incontrano ancora una volta in un episodio dove Gilgamesh, grazie ad un'anomalia spazio-temporale, incontra un Nippur adolescente. In La città di Oona, Robin Wood crea un particolare incrocio tra le due serie. Nel terzo episodio della seconda serie, Gilgamesh visita una città sotterranea. La stessa sarà ripresa, in futuro, nella serie del guercio, diventando il regno di Oona, la figlia di Nippur. Addirittura, ritroviamo questa città anche nella serie Hiras, figlio di Nippur, quando l'arciere rosso corre in aiuto della sorella.
La serie Lei e io in Argentina era pubblicata su Intervalo, la rivista “rosa” dell'Editorial Columba, mentre in Italia è apparsa nella rivista Skorpio di Eura Editoriale. Lei e io, è una serie comico-autobrigrafica scritta da Robin Wood, nella quale il guercio compare in due occasioni. Nella prima, incontra di persona Tino Espinoza (l'alter-ego fumettistico dello scrittore) in una nave che viaggia verso Genova. Nel centesimo episodio, lo sceneggiatore racconta in chiave parodistica i suoi inizi e la creazione di Nippur di Lagash (come spiegato nel paragrafo "Origini").
La serie Pepe Sanchez, in Argentina era pubblicata dall'Editorial Columba su El Tony e in Italia dall'Eura Editoriale sempre sul settimanale Skorpio, poi ristampata in inserti omaggio. Il personaggio appare nel secondo episodio della serie comica Pepe Sanchez. L'Editorial La Urraca argentina, presenta l'incontro tra Nippur e Cazador, famoso personaggio argentino dai toni goliardici e parodistici sui supereroi. Nel finale di questo team-up, tipicamente all'americana, appare anche Gilgamesh, l'immortale. L'errante farà anche un breve cameo in un'altra storia di Cazador. Queste storie sono apparse su "Cazador" n. 35/37 (1997) e "Cazador de Aventuras" n. 3 (2000).

## Curiosità
- Tutti gli episodi elencati sono stati pubblicati dall'Editorial Columba di Buenos Aires, tranne i due con Cazador (La Urraca) e la serie Hiras, figlio di Nippur (Eura Editoriale).
- La serie Nippur di Lagash debutta a maggio del 1967 e si conclude a maggio del 1996 (poi ci saranno gli spin-off e la breve seconda serie).
- Il personaggio nasce come episodio unitario e solo in seguito viene sviluppato come serie, addirittura solo nel settimo episodio compare la scritta Nippur di Lagash nella prima pagina.
- La serie presenta grossi anacronismi dovuti alla presenza degli ittiti, di Ramses I e Teseo.
- Nippur ha due figli, entrambi con poteri sovrannaturali, con due diverse regine amazzoni.
- Nippur non ha mai ucciso un grande villain personalmente, eccezion fatta per Sumur nel primo episodio.
- È l'unico personaggio che compare in tutte le riviste dell'Editorial Columba: D'Artagnan, Nippur Magnum, El Tony, Fantasìa, Intervalo, Comic Book, Colecciòn Clàsicos, Nueva Aventura e lo Speciale 30 Anni di Nippur di Lagash.